# 感覚器
感覚器（かんかくき、英: Sensory system）とは、動物の体を構成する器官のうち、何らかの物理的または化学的刺激を受け取る受容器として働く器官である。各器官は感覚器系と呼ばれ、それぞれが繋がる末梢神経系を通し、受け取った情報はニューロンを介して中枢神経系へと伝えられる。感覚器には光に対する視覚器、音に対する聴覚器、化学物質に対する嗅覚器・味覚器、温度や機械刺激に対する触覚器などが挙げられる。ヒトの場合、その代表的な感覚器には、五感に対応する目、耳、鼻、舌、皮膚などがある。また、動物の種類によって独自の感覚器が様々に発達している場合がある。これらの感覚器をまとめて感覚器系という1つの器官系として扱う場合がある。生理作用と知覚作用を統一的に考察する場合には、感覚器およびその知覚作用の両者を含めて感官と呼び、哲学用語である。
ある感覚器は、特定の種類の情報を受け取るように特化されている。感覚器で受容された何らかの情報は、多くの場合、その動物の神経系に受け渡されるようになっている。感覚器で得られた情報を脳などの中枢神経系に伝える働きをする神経のことを感覚神経（感覚性神経）と呼ぶ。
感覚器の1つ1つは独自の機能を担っており、これらの機能は神経系を介して相互に調節される。

## 刺激と感覚器・感覚
刺激の種類に応じて、対応する感覚器や生じる感覚を分けることができる。
光
光によって生じる感覚は視覚であり、それを受け持つ感覚器は眼（目）、ないしはそれに類する名を与えられる。ただし赤外線に関してはむしろ温度を感じるものとして考えられる。ヒトにはないが、ヘビ類の持つピット器官などはこれを受け持っている。
電場
電場を感じる感覚器官はヒトにはない。したがってそれを表す言葉も存在しない。デンキウナギなどの電気魚やサメなどがこれに対応する受容器を持つ。
加速度
要するに重力のかかる向きや加減速を知ることである。感覚としては平衡感覚などと言われるのがこれに近い。一般にこれに対する受容器は平衡胞といわれ、多くの動物に見られる。ヒトでは内耳がこれに当たる。
微細な振動
音などのことで、聴覚と言われる。その受容は、多くの動物では特に専門化した器官を持たず、平衡胞がこれを受けていると見られる。特に分化した器官がある場合、これを耳と言う。
化学物質
接触した化学物質を受容する感覚は、ヒトでは舌に集中しており、これが味覚である。それ以外の動物では、体表の様々な場所にそれを備える。水生動物では、体表に広く分布する場合もある。
離れた物質から遊離してきたものを受容するのが嗅覚である。ヒトでは鼻がこれに当たる。
外面での接触した圧力や温度
これらをまとめて皮膚感覚と言う。
体の内部の状態を感覚として受け取るのを内部感覚と言う。空腹感などは感覚器を持たないが、筋肉の引っ張りなどは筋紡錘のように特有の感覚器を備える。

## ヒトの感覚器

### 視覚器
目（眼球）は視覚情報の受容器で、"光を感知する"ための器官である。眼球に入ってくる可視光の量と波長、およびその時間的変化の情報を空間的な各点について採取し、視神経に伝える。

### 聴覚器
耳は聴覚情報の受容器で、"音を聞く"ための器官である。ある範囲の波長の空気振動（音波）を感知し、その波長と時間的な変化パターンを内耳神経（蝸牛神経）に伝える。

### 嗅覚器
鼻は嗅覚情報の受容器で、"においを嗅ぐ"ための器官である。鼻の穴の奥の最上部にはにおい細胞の並ぶ鼻粘膜嗅部がある。空気中を漂い、鼻に吸い込まれたにおい物質を感知する。ただし、鼻腔は咽頭とつながっているために、口腔から嚥下した直後の物から揮発したにおい物質も感知する場合がある。いずれも、嗅神経に伝える。

### 味覚器
舌は味覚情報の受容器で、"味を感じる"ための器官である。舌表面各部を中心に存在する味蕾（みらい）は、味物質の受容器である。舌神経を介して、顔面神経、舌咽神経に伝える。なお、舌以外にも少ないながら味物質の受容器が存在することが知られている。

### 触覚器
皮膚は皮膚感覚情報の受容器である。皮膚の各部には、いくつかのタイプの受容器が埋め込まれており、それぞれに感覚神経が接続されている。皮膚感覚には、触覚（何かが接触している）、圧覚（押されている）、痛覚（痛い）、温度覚（熱い、冷たい）などいくつかの種類が存在し、それぞれに異なった種類の受容器が対応していると考えられている。皮膚以外の表面（鼻腔、口腔など）にもそれぞれの感覚受容器が存在する。三叉神経（頭部前面）や各脊髄神経の皮枝（それ以外）がこれを伝える。皮膚の感覚受容器の例としては、マイスネル小体、パチニ小体、ルフィニ終末、クラウゼ終棍、自由神経終末などが挙げられる。

### 平衡覚や回転覚に関する感覚器
三半規管は、平衡覚や回転覚の受容器である。耳の内部にある内耳には、体の受ける加速度や回転などの情報を受け取る3本の半規管が3軸別々の方向を向いた部分がある。三半規管からの情報は、内耳神経（前庭神経）を介して中枢神経に伝えられる。ただし、これらは視覚などの他の感覚器からの情報によっても修正される。

### その他
筋紡錘は体を構成する各筋肉に存在する、その筋肉の伸展状態をモニタする受容器である。

## ヒトにない感覚器
- ピット器官 : ヘビ
- 側線 : 魚類
- 触角 : 節足動物
- 複眼と単眼 : 節足動物
- ハラー氏器官 : マダニ